# 茨城県道145号上吉影岩間線

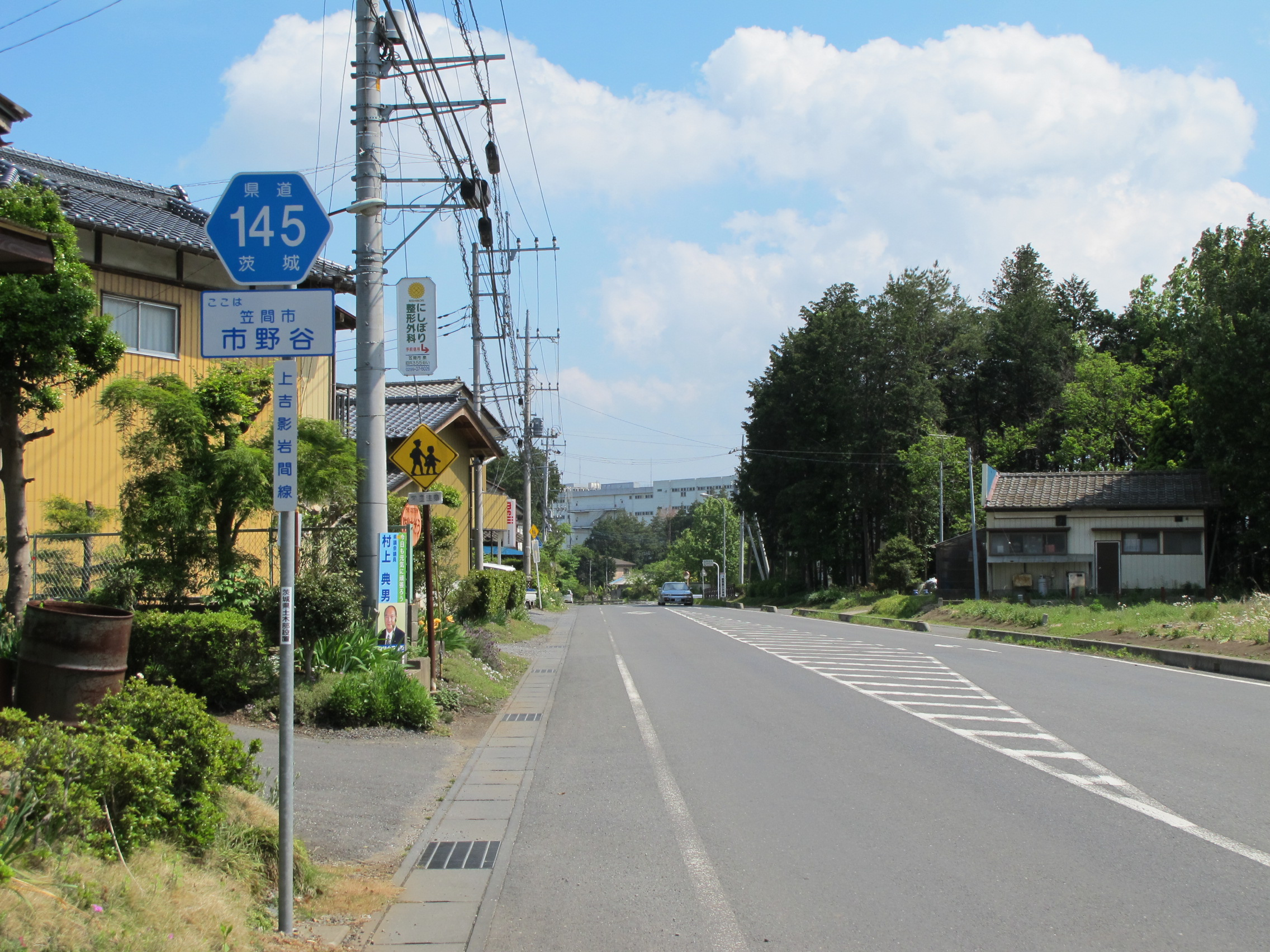
茨城県道145号上吉影岩間線
笠間市市野谷（2013年5月）

茨城県道145号上吉影岩間線（いばらきけんどう145ごう かみよしかげいわません）は、茨城県小美玉市上吉影から笠間市岩間地区に至る一般県道である。

## 概要
小美玉市上吉影の茨城県道144号紅葉石岡線・上吉影北交差点から分岐北上し、同市堅倉を経て笠間市下郷の岩間市街地に至る路線。現道は、小美玉市堅倉で国道6号と交差する。路線名の「岩間」は、平成の大合併以前の笠間市岩間地区の旧自治体名である岩間町に由来する。国道6号 - 常磐自動車道岩間インターチェンジ（IC）間に上吉影岩間線バイパスを整備中にあり、小美玉市内の一部区間が未開通である。上吉影岩間線バイパスは、国道6号との一部重用により現道と接続される。また、茨城空港と常磐自動車道石岡小美玉スマートIC間を結ぶ茨城空港アクセス道路のうち、国道6号から石岡小美玉スマートIC間を、県道上吉影岩間線の路線として供用している。

### 路線データ
- 起点：茨城県小美玉市上吉影字石河原150番4地先（茨城県道144号紅葉石岡線交点＝上吉影北交差点）[2]
- 終点：笠間市大字市野谷字小島1327番9地先（国道355号石岡岩間バイパス交点）[3]
- 総延長：24.033 km[4]
- 重用延長：0.093 km[4]
- 未供用延長：なし[4]
- 実延長：23.940 km[4]
- 自動車交通不能区間延長[注釈 1]：なし[4]

## 歴史
1959年（昭和34年）10月14日、新たな県道として東茨城郡小川町大字上吉影を起点とし、西茨城郡岩間町を終点とする区間を本路線とする県道上吉影岩間線として茨城県が県道路線認定した。
1995年（平成7年）、整理番号145となり現在に至る。

### 年表
- 1959年（昭和34年）10月14日
  - 路線認定（図面対照番号115）[5]。
  - 道路の区域は、東茨城郡小川町大字上吉影の県道紅葉石岡線分岐から西茨城郡岩間町大字下郷の県道茨城岩間線交点までと決定された[6]。
- 1964年（昭和39年）7月3日：車両制限令第5条1項[注釈 2]に基づく指定区間（路線対象番号115 上吉影岩間線：紅葉石岡線分岐点 - 石岡笠間線交点）を、交通量増大により指定解除[7]。
- 1983年（昭和58年）9月1日：常磐自動車道建設に伴い、東茨城郡美野里町大字大笹 - 岩間町大字押辺間の跨道橋を供用開始[8]。
- 1995年（平成7年）3月30日：整理番号174から現在の番号（整理番号145）に変更される[9]。
- 2004年（平成16年）1月8日
  - 東茨城郡美野里町大字大笹 - 岩間IC入口 - 岩間町大字市野谷にバイパス（4.624 km）を新設する道路区域が決定[10]。
  - 美野里町大字堅倉（国道6号・堅倉北交差点）-　張星南、大字納場 - 大字大笹にバイパスの一部（4.51+1.72 km）を新設する道路区域が決定[1]。
- 2010年（平成22年）
  - 2月26日：小美玉市中野谷（国道6号・中野谷中央交差点） - 小美玉市張星（県道石岡城里線・張星南交差点）のバイパス（約1.4 km）が部分開通[11]。
  - 3月4日：県道紅葉石岡線の上吉影バイパス道路開通を受け、小美玉市上吉影（上吉影十字路 - 上吉影北交差点）の現道（190 m）を指定解除し、起点が現在地に移る[2][注釈 3]。
  - 3月8日：小美玉市納場地内のバイパスを665 m延伸する道路区域が決定する[12]。
  - 3月10日：小美玉市納場 - 同市大笹 - 笠間市押辺（岩間IC入口）のバイパス（約2.7 km）が部分開通[13]。
- 2015年（平成27年）3月30日：小美玉市竹原中郷 - 石岡市正上内（石岡小美玉スマートIC）にバイパス道路（4.9 km）を新設する道路区域指定[14]。
- 2018年（平成30年）6月21日：小美玉市世楽字前ノ内 - 同字樽場の道路改良バイパス路（約0.3 km）を供用開始[15]。
- 2019年（令和元年）9月21日：茨城空港アクセス道路の石岡市正上内（石岡小美玉SIC） - 小美玉市竹原（国道6号）（3.0 km）と小美玉市竹原中郷 - 三箇（1.2 km）が開通[16][17]。
- 2020年（令和2年）
  - 4月1日
    - 小美玉市竹原（国道6号交点） - 石岡市正上内（石岡小美玉I.C入口交差点）を、通行する車両の総重量の最高限度25トンの道路に指定[18]。
    - 小美玉市竹原（国道6号交点） - 石岡市正上内（石岡小美玉I.C入口交差点）を、通行する車両の高さの最高限度が4.1メートルの道路に指定[19]。

  - 8月3日：小美玉市世楽字前ノ内 - 同字樽場（265 m）の旧道を県道指定解除して移管される[20]。
  - 8月26日：茨城空港アクセス道路の小美玉市野田 - 三箇（3.4 km）が小美玉市道として開通[21]。
- 2021年（令和3年）
  - 3月8日：笠間市大字市野谷（国道355号石岡岩間バイパス交点） - 笠間市大字下郷（県道30号水戸岩間線・旭町西交差点）の1.952 kmを区域除外し、笠間市へ移管[3]。終点は国道355号石岡岩間バイパス交点に移る。
  - 6月16日：茨城空港アクセス道路の小美玉市竹原中郷（竹原中郷交差点） - 同市竹原（2.0 km）が県道上吉影岩間線として開通[22]。これにより茨城空港アクセス道路が全線開通[23]。
- 2022年（令和4年）
  - 4月1日
    - 小美玉市竹原中郷（茨城空港アクセス道路） - 同市竹原（国道6号交点）を、通行する車両の総重量の最高限度25トンの道路に指定[24]。
    - 小美玉市竹原中郷（茨城空港アクセス道路） - 同市竹原（国道6号交点）を、通行する車両の高さの最高限度が4.1メートルの道路に指定[25]。

  - 7月1日：小美玉市竹原中郷（茨城空港アクセス道路） - 石岡市正上内（石岡小美玉I.C入口）までを、国際海上コンテナ車の重量及び長さの最高限度を引き上げる道路として指定[26]。

## 路線状況
道路法の規定に基づき、以下の区間は緊急輸送道路として機能を維持するため、災害発生時の被害拡大防止を目的に道路用地内に新たに電柱を建てることが制限されている。
- 小美玉市竹原（小美玉市道交差） - 石岡市正上内（国道355号交差：石岡小美玉IC入口交差点）[27]

### バイパス
- 上吉影岩間線バイパス　
茨城県小美玉市から同県笠間市に至る、延長6.70 kmの建設中のバイパス。バイパスの一部区間に小美玉市道羽鳥張星線が含まれる。小美玉市側で国道6号・中野谷中央交差点と接続し、笠間市側で常磐自動車道岩間ICと接続する。岩間ICから国道6号への接続と2010年（平成22年）3月に開港した茨城空港へのアクセス向上を目的とした重要な路線として平成13年度より事業化され、2014年現在、小美玉市張星 - 納場間が未開通である。2車線、60km/hで設計されている。
1期工事において、2010年（平成22年）2月26日に美野里工区（延長1.4 km）小美玉市道羽鳥張星線（延長0.44 km）が部分供用開始[11]。同年3月10日に岩間工区（延長2.7 km）が部分供用開始された[13][28]。
- 茨城空港アクセス道路
茨城空港から常磐自動車道 石岡小美玉スマートインターチェンジ (SIC) を結ぶ道路で、2019年9月21日より常磐自動車道側の国道6号から石岡小美玉スマートIC間が県道上吉影岩間線の事業として部分開通し[16]、2021年6月16日に全線開通した[23]。

### 重複区間
- 国道6号（小美玉市堅倉 - 小美玉市中野谷：約3.0 km）[1]
- 茨城県道43号茨城岩間線（岩間IC入口 - 笠間市市野谷：約3.6 km）[10]

## 地理

### 通過する自治体
- 茨城県
  - 小美玉市 - 笠間市

### 交差する道路
- 現道
  - 茨城県道144号紅葉石岡線（小美玉市上吉影 上吉影北交差点）
  - 国道6号（小美玉市堅倉 堅倉北交差点）
  - 茨城県道59号玉里水戸線（小美玉市堅倉）
  - 茨城県道52号石岡城里線（小美玉市納場 納場交差点）
  - 国道355号岩間バイパス/石岡岩間バイパス（笠間市市野谷）
  - 茨城県道43号茨城岩間線（笠間市泉）
  - 茨城県道30号水戸岩間線（笠間市下郷 旭町西交差点）
- バイパス
  - 国道6号（小美玉市中野谷 中野谷中央交差点）
  - 茨城県道52号石岡城里線（小美玉市張星 張星南交差点）
  - 茨城県道145号上吉影岩間線現道（小美玉市大笹）
  - 茨城県道43号茨城岩間線 南線（笠間市安居 岩間IC入口）
- 茨城空港アクセス道路
  - 国道6号（小美玉市竹原）
  - 茨城県道52号石岡城里線（小美玉市小曽納・大谷）
  - 国道355号（石岡市正上内 石岡小美玉I.C入口交差点）

### 沿線
- 小美玉市役所（小美玉市堅倉）
- 金陽社美野里工場（小美玉市納場）
- フジフーズ水戸工場（笠間市押辺）
- 岩間消防署（笠間市市野谷）
- JR常磐線 岩間駅（笠間市下郷）